# Елітне (Чаїнський район)
Елі́тне (рос. Элитное) — селище у складі Чаїнського району Томської області, Росія. Входить до складу Підгорнського сільського поселення.

## Населення
Населення — 99 осіб (2010; 109 у 2002).
Національний склад (станом на 2002 рік):
- росіяни — 88 %